# Michael Brook (rzeka)
Michael Brook – rzeka w stanie Nowy Jork, w hrabstwie Putnam; uchodząca do Croton Falls Reservoir. Zarówno długość cieku, jak i powierzchnia zlewni nie zostały oszacowane przez USGS. 